# Нуреєвська сільська рада
Нуре́євська сільська рада (рос. Нуреевский сельский совет) — муніципальне утворення у складі Шаранського району Башкортостану, Росія. Адміністративний центр — село Нуреєво.

## Населення
Населення — 1059 осіб (2019, 1340 у 2010, 1452 у 2002).

## Склад
До складу поселення входять такі населені пункти:
| Населений пункт        | Населення, осіб (2002) | Населення, осіб (2010) |
| ---------------------- | ---------------------- | ---------------------- |
| Бахча, присілок        | 53                     | 46                     |
| Ємметово, село         | 412                    | 397                    |
| Єнахметово, село       | 451                    | 416                    |
| Ізімка, присілок       | 80                     | 70                     |
| Кизил-Чулпан, присілок | 38                     | 26                     |
| Нуреєво, село          | 339                    | 331                    |
| Сюньбаш, село          | 71                     | 51                     |
| Тугаряк, присілок      | 8                      | 3                      |